# Арункута (Клуж)
Арункута (рум. Aruncuta) насеље је у Румунији у округу Клуж у општини Суату. Oпштина се налази на надморској висини од 365 m.

## Становништво
Према подацима из 2002. године у насељу је живело 410 становника.

### Попис2002.
| Расподела становништва по националности 2002.‍ | Расподела становништва по националности 2002.‍ | Расподела становништва по националности 2002.‍ | Расподела становништва по националности 2002.‍ | Расподела становништва по националности 2002.‍ |
| --------------------------------------------- | --------------------------------------------- | --------------------------------------------- | --------------------------------------------- | --------------------------------------------- |
|                                               |                                               |                                               |                                               |                                               |
| Румуни                                        | Румуни                                        |                                               | 400                                           | 97,6%                                         |
| Мађари                                        | Мађари                                        |                                               | 10                                            | 2,4%                                          |